# Pistoya
Pistoya (en italiano, Pistoia) es una localidad italiana, capital de la provincia de Pistoya, en la región de la Toscana. Cuenta con una población de 89 493 habitantes.
Ciudad que conserva numerosas obras de arte, en sus iglesias y especialmente en su iglesia dedicada a san Andrés, donde se encuentra un púlpito que representa la Matanza de los Inocentes en relieve de Giovanni Pisano. Actualmente la ciudad también es un importante centro industrial de la región.

## Historia
Pistoria (en latín existen otros nombres como Pistorium o Pistoriae) fue un lugar de asentamiento de galos, ligures y etruscos antes de convertirse en colonia romana en el siglo VI a. C. El lugar se situaba en la via Cassia: en el 62 a. C., el demagogo Catilina y sus compañeros en la conspiración recibieron muerte en las proximidades.

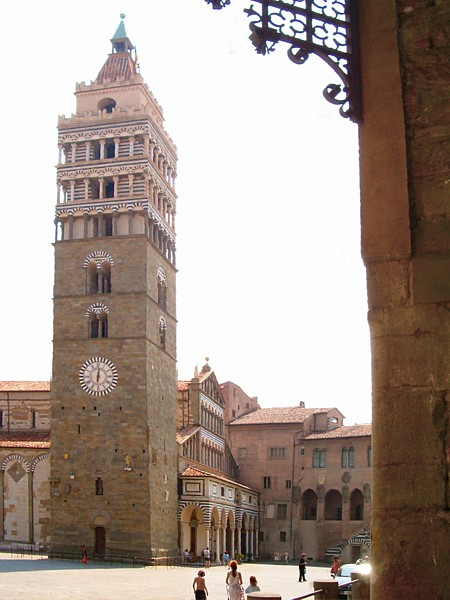
Catedral de Pistoya

Desde el siglo V en adelante la ciudad fue obispado y durante el reino de los lombardos fue ciudad real con varios privilegios.  La edad dorada de Pistoya comenzó en 1177 cuando se proclamó comuna libre: en años sucesivos se convirtió en un importante centro político que erigió murallas y varios edificios públicos y religiosos. En 1254, la Pistoya gibelina fue tomada por la güelfa Florencia, en el periodo en el que los güelfos se dividieron en la facción blanca y la facción negra. Pistoya siguió dependiendo de Florencia excepto por un breve periodo de tiempo durante el siglo XIV, cuando Castruccio Castracani la conquistó para Lucca. Ormanno Tedici fue uno de los Señores de la ciudad. Se anexionó oficialmente al Ducado de Florencia en 1533.
En el siglo XIX formó parte del efímero Reino de Etruria, antes de pasar a control del Primer Imperio francés. En 1815 fue devuelta al Gran Ducado de Toscana.
En 1786 se celebró en la ciudad un famoso sínodo episcopal jansenista. Dante menciona en su Divina Comedia a la ciudad libre de Pistoya como ciudad de Vanni Fucci, a quien encuentra en el infierno enmarañado en un nudo de serpientes mientras maldice a Dios. Miguel Ángel llamó a los pistoyeses "enemigos del cielo".
Pistoya dio su nombre a la pistola, que comenzó a manufacturarse en el siglo XVI.  En la actualidad se la conoce por los invernaderos que hay alrededor de la ciudad y por sus mercados de flores, ámbito en el que compite con la vecina Pescia.
En 2013 obtuvo la distinción EDEN, que otorga la Comisión Europea, a uno de los mejores destinos turísticos «Turismo y la accesibilidad».

## Demografía
| Gráfica de evolución demográfica de Pistoya entre 1861 y 2021 |
|                                                               |
| Fuente ISTAT - Elaboración gráfica por parte de Wikipedia     |

## Deporte
Pistoya tiene un equipo de fútbol, que juega en Serie D (2022-2023) y se llama Pistoiese. Es apoado "l'olandesina" (holandés) por los colores sociales que recuerdan a los Países Bajos. En 1981 ha jugado la ùnica liga de Serie A.
En la localidad está situada la sede del equipo ciclista profesional ISD-Neri.

## Monumentos y lugares de interés
La ciudad de Pistoia es particularmente rica en valiosos monumentos románicos y renacentistas (especialmente iglesias) y, sobre todo, puede presumir de una de las plazas más evocadoras de Italia: la piazza del Duomo, el centro geométrico de Pistoia, punto de apoyo monumental del poder tanto civil como eclesiástico, que comprende varias arquitecturas prestigiosas como:
- La catedral de San Zeno, dedicada al obispo San Zeno, que alberga el altar argenteo di San Jacopo. Construida a principios de la Edad Media, fue destruida por dos incendios y luego reconstruida en el siglo XIII y posteriormente remodelada hasta la era moderna. Su aspecto exterior data del siglo XIV; el interior de tres naves es original del siglo XIV, adornado con frescos del siglo XVII y numerosas pinturas. Bajo el presbiterio se encuentran los restos de una villa romana de época imperial y de la iglesia original que se pueden visitar. El altar de San Jacopo, en el que también trabajó Filippo Brunelleschi, es una obra maestra de orfebrería sagrada y fue esculpido entre 1287 y 1456.

- El campanile del Duomo,  construido sobre una antigua torre de origen longobardo de estilo románico, está dividido en tres órdenes de logias y dotado de un campanario completo con una aguja que debido a los terremotos que asolaron la ciudad en la época bajomedieval se rehízo varias veces. Construido en el siglo XII, su aspecto actual data de 1576; alcanza una altura total de 67 metros.

- El baptisterio de San Giovanni in corte del siglo XIV, de estilo gótico, con decoraciones de mármol blanco y verde. De planta octogonal y rematado por una pintoresca cúpula, diseñada por el taller del célebre Andrea Pisano; en su interior alberga una pila bautismal que data de 1226.

- El palazzo dei Vescovi consta de una logia, en el primer piso, de estilo gótico y restaurado en 1981. Los sótanos están enriquecidos por un importante itinerario arqueológico con excavaciones en el sitio de una estela etrusca del tipo fiesolana, un horno romano y secciones de las murallas de la antigua Pistoriae. No ha estado abierto al público durante muchos años y es un raro ejemplo de museo de excavación estratigráfica. Construido en forma de palacio fortificado en el año 1000, su aspecto actual se remonta al siglo XII cuando fue transformado en palacio nobiliario; fue la residencia de los obispos durante 8 siglos.

- El palazzo Pretorio o palacio del tribunal también de estilo gótico (ha perdido parte de su estilo en el interior debido a las obras de ampliación realizadas en el siglo XIX). Es famoso por su patio interior con los escudos de armas de los magistrados. Construido en el siglo XIV y fuertemente remodelado en el siglo XIX, ha sido siempre la casa de los que administraban justicia. La apariencia externa, sin embargo, es similar a la original. La otra sede de la Corte es el Palacio San Mercuriale, que lleva el nombre del primer obispo de Forlì, a quien se dedicó un monasterio anteriormente ubicado aquí.[6]

- El palazzo del Comune, con una hermosa fachada decorada con ventanas biforas  y triforas. Comenzado en el siglo XII, alcanzó su apariencia actual solo alrededor de 1350. Una importante reestructuración interna tuvo lugar en el siglo XVI. En la fachada destacan el escudo de armas de los Medici y la cabeza del Rey Negro Musetto de Mallorca, asesinado por un capitán pistoiano en 1114. El interior está adornado con hermosos frescos del siglo XVI, sede del "Centro de Documentación Giovanni Michelucci" y el Museo Cívico.

- La antigua iglesia de Santa Maria Cavaliera, construida en el año 979, sufrió muchas modificaciones por lo que hoy en día es muy difícil identificar rastros del aspecto original.
- La altomedieval torre de Catilina, de 30 metros de altura. El nombre de la torre deriva de una leyenda según la cual el cuerpo del general romano Catilina fue enterrado en esta calle, que se llama "Tomba di Catilina".

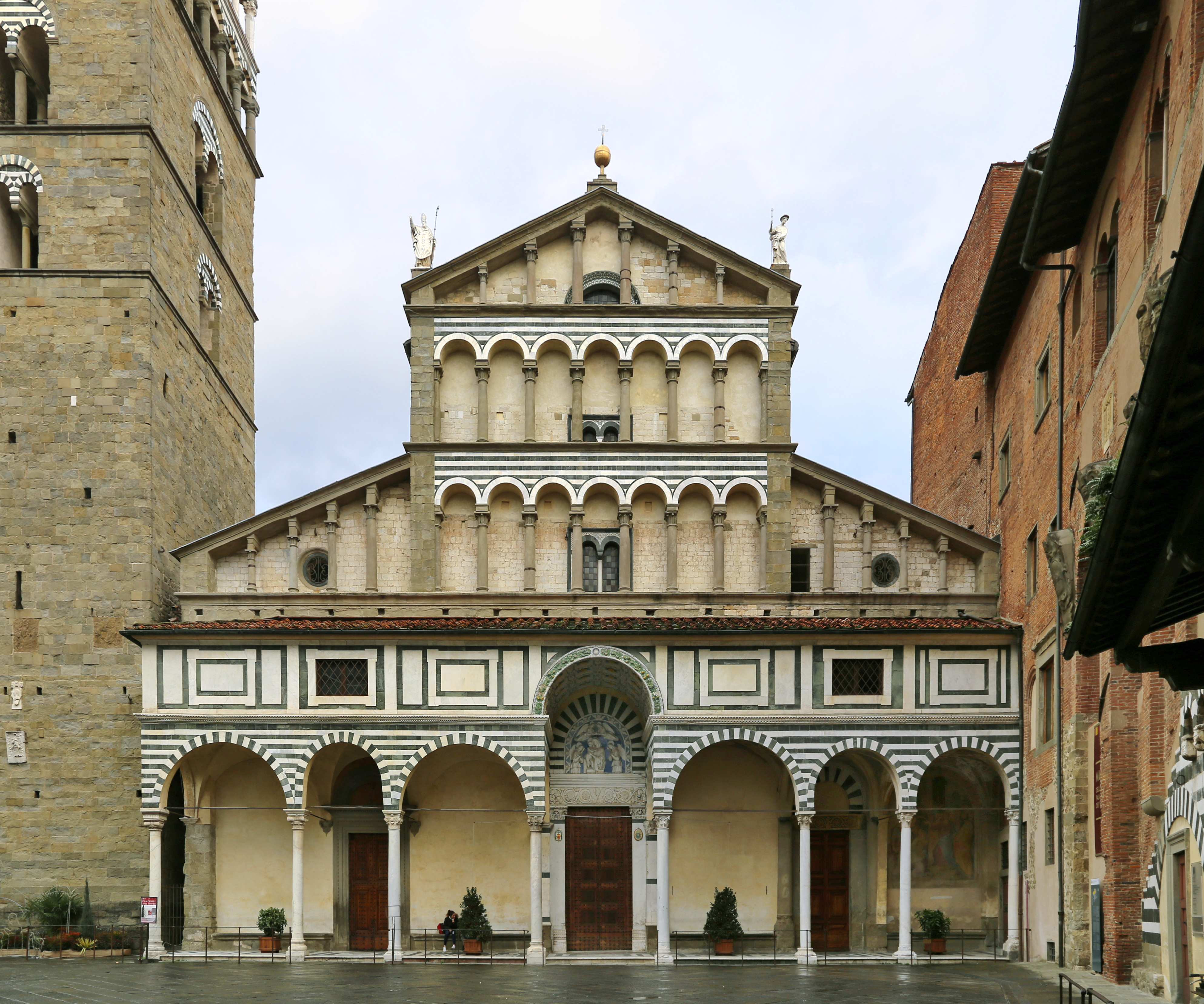
Catedral de San Zeno
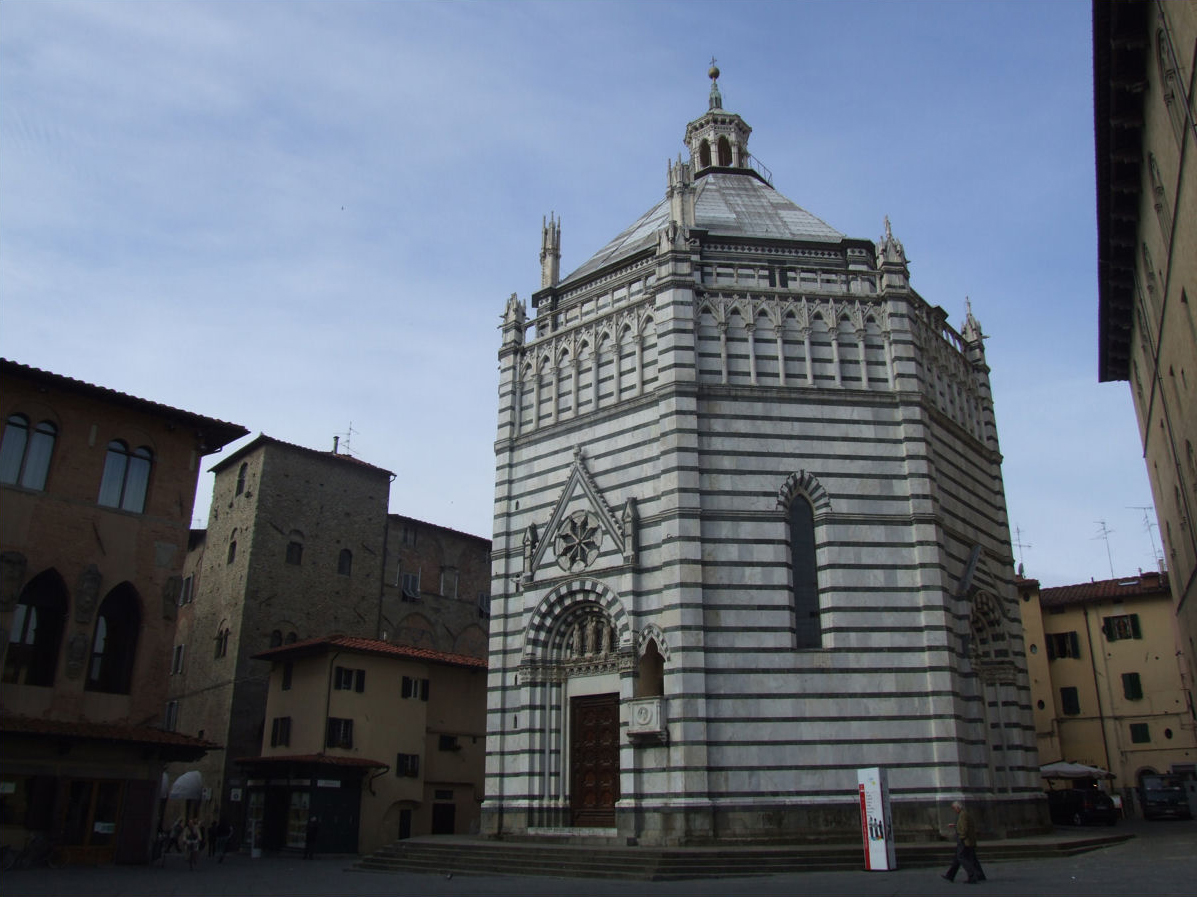
Baptisterio de San Giovanni in corte
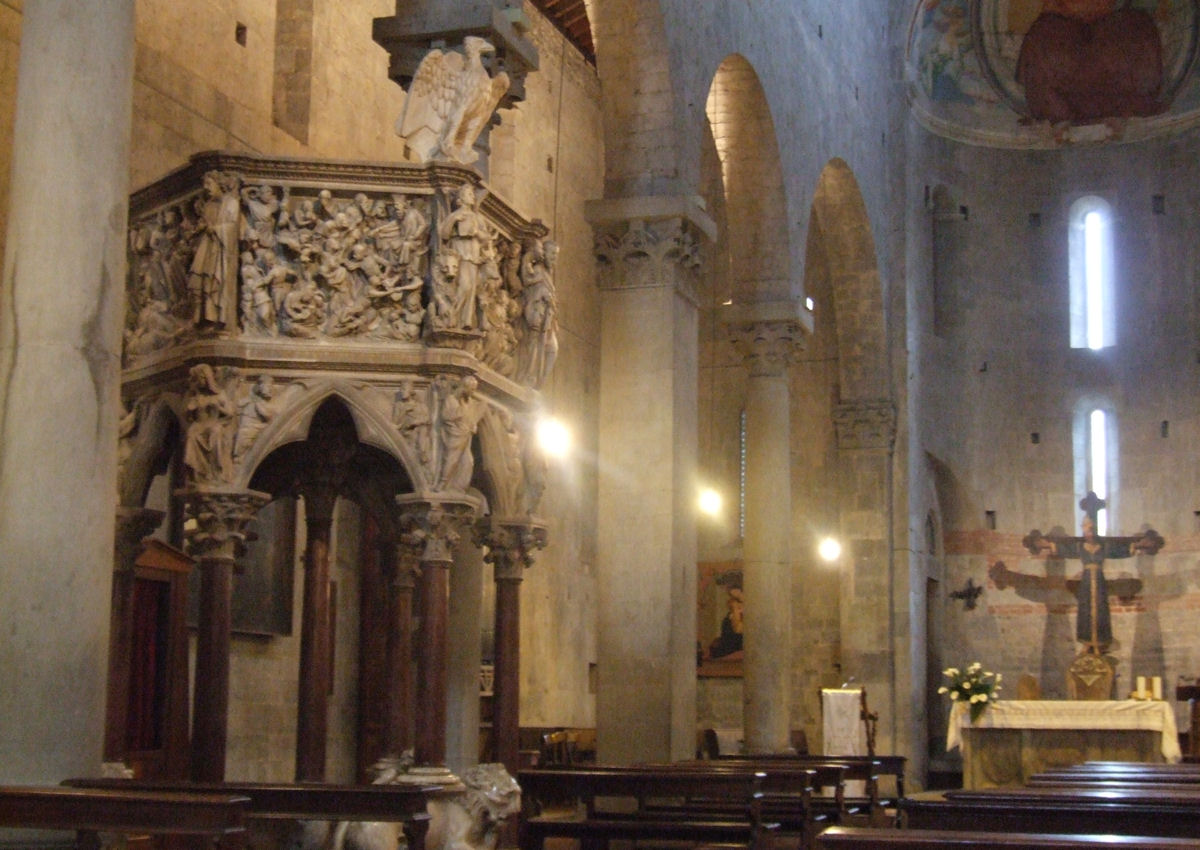
Iglesia de Sant'Andrea (Pistoia), con el pulpito de Giovanni Pisano

## Ciudades hermanadas
- Zittau (Alemania, desde 1970)
- Pau (Francia, desde 1975)
- Shirakawa (Japón, desde 1994)
- Palermo (Italia, desde 1996)
- Kruševac (Serbia)
- Onești (Rumania)